# جاموسية
جاموسية قرية سوريّة تتبع إداريّاً لمحافظة حلب منطقة منبج ناحية مركز منبج، بلغ تعداد سكانها 314 نسمة حسب التعداد السكاني لعام 2004.